# Eurielle Ewondo
Eurielle Ewondo née en 1998 à Yaoundé est une écrivaine et illustratrice camerounaise. Elle est l'auteure du roman Netta.

## Biographie

### Études
Eurielle Ewondo étudie la communication des organisations à l'École supérieure des sciences et techniques de l'information et de communication de Yaoundé (ESSTIC).

### Univers dans le roman
D'abord illustratrice de bandes dessinées, Eurielle Ewondo en sort de cet univers pour s'intéresser au roman, sous l'initiative de son père ; celui-ci lui confiera en effet un livre de collection Charles Exbrayat, Deux enfants tristes. Fort investie dans son nouvel élément et très ravie de son expérience littéraire, elle prendra la décision d'écrire ses propres aventures. Ses camarades de lycée et son professeur de français constituent des personnages de sa fiction dans ses œuvres. Ses amis s'en délectent et en demandent davantage, et ainsi commence pour la jeune Eurielle Ewondo une carrière d'écrivaine sans songer à la publication de ses œuvres. C'est à la suite d'un concours d'écriture, lors de sa première année universitaire, que l'opportunité lui est offerte de se faire connaître au-delà de ses amis lecteurs. Netta est l'œuvre avec laquelle elle concourt. Malgré le quiproquo de la jeune écrivaine sur les consignes du concours, elle se voit hissée au sommet grâce à la pertinence et la qualité du récit contenu dans son roman.
Seul chef-d'œuvre d'Eurielle Ewondo, Netta est l'histoire d'une jeune fille, tout juste sortie de l'adolescence, qui connait un basculement significatif de sa vie à la suite d'évènements tragiques qui marqueront fortement son quotidien : la mort de son père, officier de l'armée camerounaise, de retour d'une mission, le décès de son frère cadet, le départ pour l'immigration clandestine de l'aîné et la perte d'emploi de sa mère. Et bien que soit désespérante cette situation, la jeune Netta n'abandonnera pas et surmontera le revers de cette vie, en se faisant finalement une place dans la société et préservant par ailleurs la dignité de sa famille,. Le roman met par ailleurs en exergue la question sur la condition des morts et leur influence dans le monde des vivants.

## Œuvre
Eurielle Ewondo, Netta, Taham, 2020, 244 p. (ISBN 9791090147409)